# ポンパドウル

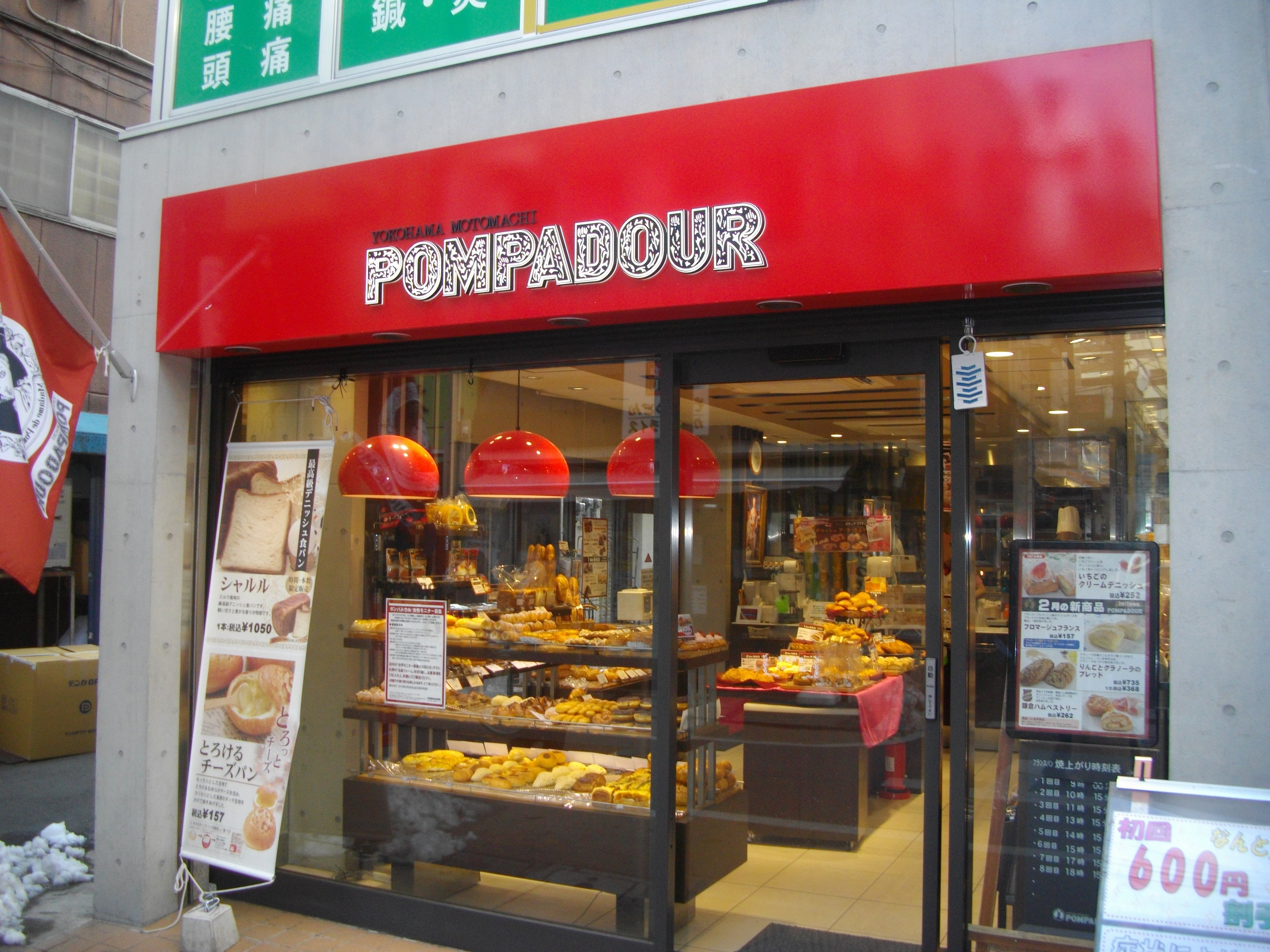
ポンパドウル学芸大学駅前店（東京都目黒区）

ポンパドウル（POMPADOUR）は、神奈川県横浜市に本社を置くベーカリーチェーン店。「ポンパドウル」の他、首都圏での営業は多摩川を境に、株式会社横浜ポンパドウル、株式会社東京ポンパドウルに分けて運営している。かつては北海道にも出店していた。
店名は、フランス王ルイ15世の愛人だったポンパドゥール夫人にちなむ。

## 概要

### 製パン工場の開設から自動化・機械化による量産へ
1947年（昭和22年）8月22日に三藤喜一が川崎市で「昭和堂」として製パン業を創業したのが始まりである。創業時は三藤喜一と夫人の三藤ヤス子の2人で営業していた。
1950年（昭和25年）2月に「株式会社昭和堂」を設立して法人化した。
1963年（昭和38年）11月に「株式会社昭和堂」が川崎市に機械化パン工場を開設し、1965年（昭和40年）8月に茅ケ崎工場を開設した。
昭和堂は、創業から10年近くは山崎製パンや第一屋製パンなど最大手クラスと互角に戦う有力製パンメーカーとして事業活動を展開し、フジパンとの合併直前には年間売上高約45億円・従業員約1,000人の製パンメーカーとして営業していた。

### 量産パンからの撤退とインストアベーカリーへの転換
しかし、川崎・茅ケ崎に続く3番目の量産工場を狭山市に建設する準備を進めていたところ、土地は取得できたものの、規模の小さい昭和堂では従業員が思うように集まらなかった。また、高度経済成長期に激化した大量生産での競争では、大手製パンメーカーとの資金力の面などで差を付けられるようになってきたことから、方向転換を模索することになった。
そして、アメリカ合衆国の焼きたてパンを販売するインストアベーカリーを実際に訪問してその味の良さを改めて認識し、鮮度の良いインストアベーカリー事業へ参入することとした。
そこで、高級ファッションの街であった横浜市中区元町を出店先として選び、高級パンのイメージを出すためにエリゼ宮殿を模した店舗を建設し、ターゲット層のショッピングを楽しむ若い女性客が困ることが多いトイレを1階に豪華に作るなどの工夫を凝らし、1969年（昭和44年）11月に「ポンパドウル」1号店として横浜元町店を開店した。
また、当時なじみの薄かったハード系のフランスパンを主力商品として一日8回焼き上げ、最も美味しいとされる2時間以内で常時焼き立て提供するようにした。また、菓子パンも一日3回以上焼き上げ、当時の日本で普通であったあんパン・ジャムパンなどではなくデニッシュ系の商品とすることで既存店との差別化を図った。
品質追求による高コストを反映し、当時の標準的な菓子パンが同じく15円のところ50円とするなど約3倍の価格設定としたが、内外装だけでなく包装紙や看板などを含めて「ポンパドウル」のコーポレートアイデンティティーの確立に当初から取り組んでいたことにより高価格帯での販売が可能となった。
元町の店舗はテスト的に出店したもので、業界で主流となっていた少品種大量生産の真逆となる多品種少量生産に挑戦し、セントラルキッチンで製造した冷凍生地を使わず、店舗内の工場で一貫生産して直売する本来のインストアベーカリーの店舗として開業した。
ポンパドウルの開業当初は、主力商品としたフランスパンの売れ行きが伸び悩み、2トンのワンボックスカー1台分近い売れ残りのフランスパンが出たため、YWCAで募金箱を置いて無料配布し、集まった募金を交通遺児に寄付するなど慈善活動に充てたことで、新聞などに取り上げられ、結果として売上が少しずつ伸び始めた。
その後、バターを付けたフランスパンの試食や、角切りチーズをフランスパンの生地に混ぜて焼いた「チーズバタール」を1970年（昭和45年）2月28日に発売するなどテコ入れを続け、放送番組などで取り上げてもらうことも増えたことの影響もあり、売上が伸びて軌道に乗った。
こうして、売上を伸ばして軌道に乗ったものの、この時点ではまだ「昭和堂」グループの一部門として営業していた。
元町の1号店を開店させた前後に、昭和堂にフジパンから合併の申し入れがあり、量産パンの卸売りという「昭和堂」の主力部門と成長するインストアベーカリー事業という部門間で将来的に軋轢が生じることへの懸念やインストアベーカリーの生産性の低さなどの克服は片手間では困難と考えたことから、「昭和堂」の事業譲渡を決断。1970年（昭和45年）6月1日に「昭和堂」はフジパンに吸収合併され、インストアベーカリーのポンパドウルを分離独立させた。
そして、1971年（昭和46年）12月には、横浜・伊勢佐木町商店街入口付近の関内駅近くに伊勢佐木町店を開店し、2階にはケーキ売り場、3階にはレストランを併設した。
当社は、全店舗に製パン工場を持つ本当のインストアベーカリー・チェーンとして、セントラルキッチンで製造した冷凍生地を焼き上げるだけの焼きたてパンを売るベーカリーとは一線を画した営業方針を採用しているのが特徴である。そのため、各店舗で個別に生産しながら、店舗間で味・品質に差が生じないようにする必要があることから、本社にベテラン職人による技術指導部門を置き、問題がある店舗が見つかった場合には、改善するまで当該店舗を指導し続ける体制を構築して、チェーン全店での質を保っている。
また、チェーン全体で約300種類の中から各店舗が150種類から200種類を選んで製造・販売し、焼き上げから2時間以内が最も美味しいとされるフランスパンを一日8回焼き上げるなど常時焼き立てパンを提供するための多頻度生産も行っている。この鮮度を保つための焼き上げ回数の堅持を会社方針としているため、販売量が少ない店舗では1回の生産数が敢えて少なくするほか、朝10時の開店時に焼き上げるために午前3時からの仕込みが必要となることから、早朝勤務者の宿泊や通勤費用もあえて投じる営業形態を採っている。
そして、焼き立てパンを求める消費者が多く見込める立地を選んで、店舗併設の工場の生産能力分の売上が見込める市場規模のところのみ出店し、多品種少量生産を多頻度行う各店舗で、売れ行きに合わせたきめ細かな数値管理を行わせるため、各店舗に製造部門と販売部門のそれぞれに責任者を置いて、両社協議による店舗運営を行うスタイルを採用した。この方針の徹底のため、店舗ごとに売上のみならず原価管理を含めた月次決算のレポートを出しており、各店舗の責任者が数値管理に強くなる仕組みも作っている。
こうした各店舗での数値管理を徹底させるシステムの構築は、1980年代半ば時点で本社の管理部門を全社の従業員数の1％強に抑制することを可能にしており、現場主義と間接部門の合理化の両立に繋がって、当社の収益力を高めることになった。

### 首都圏から全国展開へ
その後、神奈川県内での店舗展開を進めたのち、1976年（昭和51年）に新宿店を出店して東京都へ進出し、1980年代半ばには神奈川県・東京都・千葉県の首都圏25店舗のインストアベーカリーのチェーンへと成長した。
そして、30店舗を超えた頃から多摩川を境に「横浜ポンパドウル」と「東京ポンパドウル」に分けて運営し、課題点の早期把握と改善を目指した。
関東地方でのシェアを固めたのちに全国チェーン展開を目指しており、全国展開の第1歩として1986年（昭和61年）6月5日に井筒屋小倉本店地下に小倉店を開店して九州へ進出した。
西友が運営する「小手指EPO」1階に1994年（平成6年）5月28日に出店した小手指店で、当社初の焼き立てパンのイートインコーナーを設置した。
同年11月5日に東武宇都宮百貨店1階に開店した宇都宮店では、酒売り場跡地で店舗面積が約72m2と狭く、店舗内に工場を併設できなかったことから、百貨店の裏側に仮設の工場建屋を設置して、百貨店側の負担で店内まで運ぶことで、完全に直結した工場を持つ店舗という従来からこだわってきた出典形式と異なる形での出店に踏み切った。
また、1998年（平成10年）10月1日に開店した吉祥寺店では、初めてマネージャーを含む全員が女性とするなど、女性社員の活用にも取り組み始めた。
2015年（平成27年）1月時点で、日本全国に83店舗を展開する全国チェーンへと成長した。

## 年表
- 1947年（昭和22年）8月22日[6] - 三藤喜一が川崎市で「昭和堂」として製パン業を創業[7]。
- 1950年（昭和25年）2月 - 「株式会社昭和堂」を設立して法人化[9]。
- 1963年（昭和38年）11月 - 「株式会社昭和堂」が川崎市に機械化パン工場を開設[11]。
- 1965年（昭和40年）8月 - 茅ケ崎工場を開設した[12]。
- 1969年（昭和44年）11月 - ポンパドウルの1号店として横浜元町店を横浜市中区元町に開店[13]。
- 1970年（昭和45年）
  - 2月28日 - 「チーズバタール」を発売する[17]。
  - 6月1日 - 「昭和堂」はフジパンに吸収合併され[19]、ポンパドウルを分離独立[7]。
- 1971年（昭和46年）12月 - 横浜・伊勢佐木町商店街の入り口付近の関内駅近くに伊勢佐木町店を開店[20]。
- 1976年（昭和51年） - 新宿店を出店して東京都へ進出し[1]。
- 1986年（昭和61年）6月5日 - 井筒屋小倉本店地下に小倉を開店して九州へ進出し、全国展開を開始[29]。
- 1994年（平成6年）
  - 5月28日 - 当社初の焼き立てパンのイートインコーナーを開設した[31]小手指店を開店[30]。
  - 11月5日 - 当社初の工場と店舗が直結していない宇都宮店を開店[32]。
- 1998年（平成10年）10月1日 - 全員が女性の吉祥寺店を開店[33]。

## 過去に存在した事業所
- 川崎工場（神奈川県川崎市昭和1-50[35]）

1963年（昭和38年）11月に機械化パン工場として開設した。
1970年（昭和45年）6月1日に「昭和堂」がフジパンに吸収合併され、同社の川崎工場となった。1963年（昭和38年）7月に開設した機械化製パン工場。
- 茅ヶ崎工場（神奈川県茅ヶ崎市今宿360[37][38]）

1965年（昭和40年）8月に開設した。
設計は横浜設計事務所（佐野大偉代表取締役所長）
1970年（昭和45年）6月1日に「昭和堂」がフジパンに吸収合併され、同社の茅ヶ崎工場となった。

## その他
- 2011年に、三藤喜一の息子三藤達男[注釈 1]によって、三藤喜一の人生と三藤達男の半生を綴った連載が神奈川新聞に連載され[40]、連載をまとめた書籍『幸せを運ぶ赤い袋』（神奈川新聞社、2012年）が出版されている。
- 2012年のCoupe du Monde de la Boulangerie（クープ・デュ・モンド・ドゥ・ラ・ブーランジュリー）2012年大会において、株式会社ポンパドウルの佐々木卓也がメンバーの一人である日本代表チームが優勝した[41][42]。